# 가와무라 유리
가와무라 유리(일본어: 川村 優理, 1989년 5월 17일 ~ )는 일본의 여자 축구 선수이다.

## 국가대표팀 경력
그녀는 2010년 1월 13일 덴마크과의 경기에서 일본 국가대표팀에 데뷔했다. 2014년 AFC 여자 아시안컵 준우승, 2015년 FIFA 여자 월드컵 준우승에 기여. 그녀는 2017년까지 국제 A매치 통산 32경기에 출전, 2득점을 넣었다.

## 통계
| 일본 | 일본 | 일본 |
| 연도 | 출전 | 득점 |
| ---- | ---- | ---- |
| 2010 | 2    | 0    |
| 2011 | 0    | 0    |
| 2012 | 0    | 0    |
| 2013 | 2    | 0    |
| 2014 | 7    | 1    |
| 2015 | 10   | 1    |
| 2016 | 8    | 0    |
| 2017 | 3    | 0    |
| 통산 | 32   | 2    |